# Oppas
Oppas, également appelé Opas ou Oppa, était un membre de la famille royale wisigoth en Hispanie à la veille de la conquête musulmane de la Péninsule Ibérique, et mort après 712. Fils du roi Égica et donc frère ou demi-frère du roi Wittiza, il semble avoir joué un rôle actif dans la collaboration avec les Arabes, selon certaines chroniques mozarabes.

## Biographie
La Chronique mozarabe de 754 indique que le roi Égica avait un fils nommé Oppas. Selon cette source Oppas pourrait être aussi le frère de Wittiza. Selon des sources plus tardives, il était également le frère ou demi-frère cadet de Sisebut, qui devint plus tard le comte des chrétiens de Coimbra.
Dans la Chronique d'Alphonse III, Oppas apparaît comme le fils de Wittiza et aussi comme évêque de Tolède (notamment dans les versions "Rotense" ou "ad Sebastianum").
Selon le chroniqueur Ibn Hayyan, le chef de guerre Tariq ibn Ziyad se rend à Tolède à la fin de 711, car la majorité de la population avait fui dans les montagnes et trouvé refuge dans d'autres villes comme Amaya. Ce chroniqueur mozarabe ainsi que d'autres chroniques arabes[Qui ?], s'accordent sur le fait que Oppas, frère de Witiza a collaboré à la conquête de Tolède et a participé à l'exécution de certains nobles visigoths.
Lorsque Munuza, gouverneur dans le nord, installe sa capitale à Gijon dans les Asturies, Oppas semble avoir collaboré et combattu auprès des Arabes pour obtenir la soumission de Pelage avant la bataille de Covadonga. La Chronique d'Albelda indique qu'Oppas finit capturé et exécuté avec le général Al Qama, après la bataille de Covadonga.